# Winzar Kakiouea
Winzar Kakiouea (30 aprile 2001) è un atleta nauruano.

## Biografia
Le prime esperienze internazionali di Winzar Kakiouea risalgono al 2019, quando è stato eliminato nel turno di eliminatorie dei 100 metri ai Campionati oceaniani U20 a Townsville con un tempo di 11,81 s. 
Nel 2023 ha partecipato ai Campionati mondiali di Budapest grazie a una wild card, ma con 11,23 s non ha superato il turno preliminare. Successivamente, ai Giochi del Pacifico di Honiara, è stato eliminato in semifinale nei 100 metri con un tempo di 11,09 s, e, con la staffetta 4x100 metri, non è riuscito a raggiungere la finale con un tempo di 45,57 s.  
L'anno successivo, ai Campionati mondiali indoor di Glasgow, non ha superato il turno preliminare dei 60 metri, terminando con un tempo di 7,18 s. Partecipa ai Giochi della XXXIII Olimpiade come unico atleta rappresentante Nauru, venendo eliminato alle batterie dei 100 metri piani, ove ha raggiunto la sesta posizione nella sua batteria, con un tempo di 11,15 secondi.

## Palmarès
| Anno | Manifestazione  | Sede     | Evento      | Risultato   | Prestazione | Note |
| ---- | --------------- | -------- | ----------- | ----------- | ----------- | ---- |
| 2024 | Giochi olimpici | Parigi   | 100 m piani | Preliminare | 11"15       |      |
| 2025 | Mondiali indoor | Nanchino | 60 m piani  | Batteria    | 7"09        |      |